# カツラシユウホウ
カツラシユウホウは、日本で生産・調教された競走馬。1957年の最優秀3歳牡馬。1958年の中央競馬クラシック三冠競走すべてに出走し、すべての競走で2着に入るという珍記録を作ったことでも知られる。
※馬齢は、特記のない限り2000年以前に使用された旧表記（数え年）とする。

## 経歴
1957年9月29日に行われた中山競馬場の新馬戦でデビュー、同時に初勝利を挙げた。2着と1着を繰り返しながら朝日杯3歳ステークスに出走、重馬場での施行だったがこれに優勝した。これによって、啓衆賞最優秀3歳牡馬に選ばれた。
4歳シーズンはクラシック三冠路線の有力候補の筆頭として目され、年明けからオープン競走2戦を勝利した。しかし、皐月賞ではレコードタイム決着となった接戦の末にタイセイホープにクビ差敗れ、東京優駿（日本ダービー）ではダイゴホマレにハナ差で屈し、菊花賞でもコマヒカリに半馬身差をつけられて敗れた。同年の有馬記念のファン投票では得票数1位で選出されるが、故障により出走を回避している。
5歳では59kgの斤量を背負って中京記念を勝利し、4月の天皇賞（春）に出走した。しかし同世代の3番人気トサオーにクビ差で破れ、またしても大競走で2着となった。翌年11月のオープン競走2着を最後に引退した。
3歳から6歳まで25戦に出走し、連対（2着以内）を外したのはダービー直後の中山4歳ステークス5着のみという非常に高い連対率であった。ファンの人気も集め、出走した競走うちの20戦で1番人気に支持されていた。
中央競馬の三冠競走で全て2着という記録は、タカハタが1952年に作った皐月賞・東京優駿・優駿牝馬（オークス）ですべて2着の「変則三冠競走全2着」や、ヴィルシーナが2012年に作った、桜花賞・オークス・秋華賞ですべて2着の「牝馬三冠競走全2着」の記録があるが、「牡馬クラシック三冠競走で全2着」という記録は今のところカツラシユウホウのみのものである。管理調教師の藤本冨良は、「最後のツメが甘いという印象を受けるかも知れないが、この馬が出るときは、相手馬に走りすぎてしまうのが1頭いたということです。同じ馬には二度と負けなかったわけだから。私はそれまで、競馬に運なんかあるかと疑っていたんだが、その馬の運とか、馬主さんの運というものが、勝負にはついて回るんだなと感じたのはこの馬からですよ」と語っている。
アメリカ合衆国の三冠路線では、1978年にアリダーがケンタッキーダービー・プリークネスステークス・ベルモントステークスの3競走で全て2着に入る記録を作っている。地方競馬では1995年の南関東地方競馬三冠（羽田盃・東京ダービー・東京王冠賞）でコンサートボーイが記録している。

## 引退後
引退後は種牡馬になっているが、1972年に用途変更。その後の詳細は不明である。

## 主な産駒
- チヤキロン
- セイジツ
- キヨツキ

### ブルードメアサイアーとしての産駒
- 1970年産
  - スコールキング（サラ、ウインターC、父ゴールデンパス）
- 1971年産
  - ロスフエリス（サラ、羽黒山特別 300万下、父キノー）
  - コダマランド（サラ、スポニチ杯、父Doubtless）
- 1975年産
  - オンワードカツラ（サラ、恵庭特別 800万下、父サミーデイヴイス）
  - フジマツオー（アア、日本海特別3着 2回、父センジユ）
- 1976年産
  - スコールチャンス（サラ、伊勢特別 800万下、父ズグ）
- 1977年産
  - マサキボーイ（アア、ヤングCh 3着、父シロコ）
- 1978年産
  - サクラチハルオー（アア、播磨賞、父ホクトライデン）
- 1982年産
  - トライバルヒーロー（アア、鞆の浦賞、父トライバルセンプー）

## 血統表
| カツラシユウホウの血統（ブランドフォード系 / Gallinule 5x5=6.25%） | カツラシユウホウの血統（ブランドフォード系 / Gallinule 5x5=6.25%） | カツラシユウホウの血統（ブランドフォード系 / Gallinule 5x5=6.25%） | （血統表の出典）              | （血統表の出典） |
| 父 プリメロ *Primero 1931 鹿毛 イギリス                            | 父の父Blandford 1919 黒鹿毛 アイルランド                           | Swynford                                                           | John o'Gaunt                  | John o'Gaunt     |
| 父 プリメロ *Primero 1931 鹿毛 イギリス                            | 父の父Blandford 1919 黒鹿毛 アイルランド                           | Swynford                                                           | Canterbury Pilgrim            |                  |
| 父 プリメロ *Primero 1931 鹿毛 イギリス                            | 父の父Blandford 1919 黒鹿毛 アイルランド                           | Blanche                                                            | White Eagle                   | White Eagle      |
| 父 プリメロ *Primero 1931 鹿毛 イギリス                            | 父の父Blandford 1919 黒鹿毛 アイルランド                           | Blanche                                                            | Black Cherry                  |                  |
| 父 プリメロ *Primero 1931 鹿毛 イギリス                            | 父の母Athasi 1917 鹿毛 アイルランド                                | Farasi                                                             | Desmond                       | Desmond          |
| 父 プリメロ *Primero 1931 鹿毛 イギリス                            | 父の母Athasi 1917 鹿毛 アイルランド                                | Farasi                                                             | Molly Morgan                  |                  |
| 父 プリメロ *Primero 1931 鹿毛 イギリス                            | 父の母Athasi 1917 鹿毛 アイルランド                                | Athgreany                                                          | Galloping Simon               | Galloping Simon  |
| 父 プリメロ *Primero 1931 鹿毛 イギリス                            | 父の母Athasi 1917 鹿毛 アイルランド                                | Athgreany                                                          | Fairyland                     |                  |
| 母 ミネノマツ 1946 鹿毛 日本                                       | 母の父セフト *Theft 1932 鹿毛 イギリス                             | Tetratema                                                          | The Tetrarch                  | The Tetrarch     |
| 母 ミネノマツ 1946 鹿毛 日本                                       | 母の父セフト *Theft 1932 鹿毛 イギリス                             | Tetratema                                                          | Scotch Gift                   |                  |
| 母 ミネノマツ 1946 鹿毛 日本                                       | 母の父セフト *Theft 1932 鹿毛 イギリス                             | Voleuse                                                            | Volta                         | Volta            |
| 母 ミネノマツ 1946 鹿毛 日本                                       | 母の父セフト *Theft 1932 鹿毛 イギリス                             | Voleuse                                                            | Sun Worship                   |                  |
| 母 ミネノマツ 1946 鹿毛 日本                                       | 母の母第五オーグメント 1936 鹿毛 日本                              | Shian Mor                                                          | Buchan                        | Buchan           |
| 母 ミネノマツ 1946 鹿毛 日本                                       | 母の母第五オーグメント 1936 鹿毛 日本                              | Shian Mor                                                          | Orlass                        |                  |
| 母 ミネノマツ 1946 鹿毛 日本                                       | 母の母第五オーグメント 1936 鹿毛 日本                              | オーグメント                                                       | Gallon                        | Gallon           |
| 母 ミネノマツ 1946 鹿毛 日本                                       | 母の母第五オーグメント 1936 鹿毛 日本                              | オーグメント                                                       | 第二アストニシメント F-No.7-c |                  |

- 3代母オーグメント（競走馬名アスベル）は、共に天皇賞の前身である帝室御賞典と優勝内国産馬連合競走の勝ち馬。
- 5代母アストニシメントは小岩井農場の基礎輸入牝馬の一頭。